# Sojuz MS-24
Sojuz MS-24 (rusky: Союз МC-24, anglicky: Soyuz MS-24, označení NASA: ISS 70S) byla ruská kosmická loď řady Sojuz, která na Mezinárodní vesmírnou stanici (ISS) dopravila tři členy půlroční Expedice 70. Start se uskutečnil na 15. září 2023 v 15:44 UTC a připojení ke stanici o několik hodin později. Let lodi trval přes 6 měsíců, do 6. dubna 2024, a na jeho konci se na Zemi vrátila pouze jediná členka původní posádky, zatímco zbylí dva členové zůstali na ISS i pro období následující Expedice 71. Jejich místa v Sojuzu MS-24 při přistání obsadila dvojice tvořící 21. návštěvní expedici na ISS. 

## Posádka
Hlavní posádka:
- Oleg Kononěnko (5), velitel, Roskosmos (jen při startu) /  Oleg Novickij (4), velitel, Roskosmos (jen při přistání)
- Nikolaj Čub (1), palubní inženýr, Roskosmos (jen při startu) /  Maryna Vasileuská (1), účastnice kosmického letu (jen při přistání)
- Loral O'Harová (1), palubní inženýrka, NASA

Záložní posádka:
- Alexej Ovčinin (3), velitel, Roskosmos
- Oleg Platonov (1), palubní inženýr, Roskosmos / Alexej Ovčinin (na poslední měsíc před startem)
- Tracy Caldwellová Dysonová (3), palubní inženýrka, NASA

## Příprava a průběh letu
Složení posádky Olega Kononěnka bylo poprvé zveřejněno v květnu 2021 na webu Střediska přípravy kosmonautů J. A. Gagarina – vedle velitele jejími členy byli Nikolaj Čub a Andrej Feďajev a společně se připravovali jako záložní posádka pro Expedici 68 (tedy pro let Sojuz MS-22), resp. hlavní posádka pro Expedici 69 (pro let Sojuz MS-23). V únoru 2022 pak byla na stejném místě zveřejněna také náhradní posádka pro Expedici 69, resp. hlavní posádka pro Expedici 70 (let Sojuz MS-24) ve složení Alexandr Skvorcov, Oleg Platonov, Konstantin Borisov. a v červnu při dalším zveřejnění posádek nahradil Skvorcova Alexej Ovčinin.
V červenci 2022 však v rámci dohody mezi NASA a Roskosmosem o vzájemné výměně míst v kosmických lodích Crew Dragon a Sojuz nahradila v hlavní posádce pro Expedici 69 Andreje Feďajeva americká astronautka Loral O'Harová. A později vyšlo najevo, že v Ovčininově náhradní posádce byl Borisov nahrazen Tracy Caldwellovou Dysonovou.
K další a ještě významnější změně pak došlo v důsledku závady na Sojuzu MS-22 spočívající v úniku chladiva z chladicího systému v prosinci 2022. Roskosmos po několika týdnech analýz rozhodl, že loď MS-22 může být pro odlet své posádky použita pouze v případě krajní nouze, a že proto Sojuz MS-23 poletí k ISS bez posádky, zatímco Sojuz MS-22 se naopak prázdný vrátí na Zemi. Pobyt Sergeje Prokopjeva, Dmitrije Petělina a Francisca Rubia se tak z Expedice 68 roztáhl i do Expedice 69 a nasazení všech dalších posádek se posunulo o jednu expedici, takže v Sojuzu MS-24 poletí Kononěnko, Čub a O'Harová a stráví na ISS standardní půlroční období Expedicie70.
Později bylo rozhodnuto, že Kononěnko s Čubem na konci Expedice 70 neodletí zpět na Zemi, ale zůstanou na stanici také během Expedice 71, jejich let potrvá 375 dní. Loral O'Harová však v Sojuzu MS-24 po půlroční misi odletí na konci Expedice 70 společně s Olegem Novickým a první běloruskou kosmonautkou Marynou Vasileuskou. Ti se budou vracet na Zemi po několikadenním letu, k němuž odstartují v Sojuzu MS-25. V něm navíc přiletí také americká astronautka Tracy Caldwellová Dysonová, která na stanici pobyde půl roku a na konci Expedice 71 se v Sojuzu MS-25 vrátí s Kononěnkem a Čubem. V takovém případě se Kononěnko stane prvním člověkem v historii, který stráví na oběžné dráze více než 1000 dní – po svém čtvrtém, dosud posledním letu, má na kontě 736 dní 18, hodin a 45 minut a je na šestém místě tabulky kosmonautů a astronautů podle celkového času stráveného ve vesmíru.
Hlavní lékařská komise Střediska pro přípravu kosmonautů doporučila v polovině srpna 2023 vyřadit Olega Platonova ze záložní posádky Sojuzu MS-24. Alexej Ovčinin se v důsledku toho stal zálohou obou ruských členů posádky.

### Průběh letu
Start Sojuzu MS-24 z kazachstánského Bajkonuru se uskutečnil v plánovaném čase 15. září 2023 v 15:44:35 UTC. Loď po pouhých dvou obletech Země, tedy zhruba po třech hodinách, dorazila k ISS a v 18:53:32 UTC zakotvila ke spodnímu portu modulu Rassvet, kde zůstane zde připojena až do odletu 25. března 2024. Posádka vstoupila na palubu ISS poté, co ve 21:16 UTC otevřela poklop na své straně průlezu.
Posádka s sebou na stanici přivezla kolem 120 kg nákladu včetně foto a video zařízení, vyměnitelných paměťových médií, palubní dokumentace, spotřebního materiálu, osobních věcí astronautů, potravinových dávek, čerstvých potravin. A také několik svých experimentů – vedle sledování vývoje křepelčích embryí zkoušet také pěstovat polovodičové krystaly (fullereny). A při vycházkách do volného prostoru plánovali zkoumat stav vnějšího povrchu stanice, aby aktivovali zařízení schopné určit parametry prostředí a identifikovat nejkritičtější místa a příčiny kosmické koroze na materiálech a konstrukcích stanice. Z jejich zjištění pak specialisté na Zemi vypracují doporučení pro udržování a obnovu povrchů kosmických lodí.
Let měl podle původních plánů skončit 25. března 2024. Kvůli změnám v harmonogramu letů k ISS však konec mise nejprve sklouzl na 2. dubna 2024 a kvůli přerušení, dvoudennímu odkladu startu a prodlouženému dvoudennímu příletu Sojuzu MS-25 ke stanici byl odlet odložen až na 6. dubna 2024. Okamžikem odpojení lodi od ISS v 03:53:58 UTC skončila Expedice 70 a začala Expedice 71. Loď pak v 07:17:47 UTC přistála v Kazachstánu, asi 147 km jihovýchodně od města Žezkazgan.